# Рачан, Ивица
И́вица Ра́чан (хорв. Ivica Račan, 24 февраля 1944, Эберсбах — 29 апреля 2007, Загреб) — хорватский государственный и политический деятель. Премьер-министр Хорватии с 2000 по 2003 год, лидер Социал-демократической партии с 1989 по 2007 год.

## Карьера в Союзе коммунистов Югославии
Родился в фашистской Германии, куда в трудовой лагерь была интернирована его мать.
Член Союза коммунистов Югославии с 1972 года. Председатель ЦК Союза коммунистов Хорватии в 1989—1990 годах. В начале 1990-х годов выступил с открытой критикой как центральных югославских властей во главе со Слободаном Милошевичем, так и националистически ориентированной хорватской оппозиции центру в лице Хорватского демократического содружества. В 1990 году являлся одним из инициаторов радикального обновления Союза коммунистов Хорватии, его роспуска и создания на его основе Социал-демократической партии Хорватии. Ивица Рачан был неизменным лидером партии с момента её основания до своей смерти.

## Премьер-министр Хорватии
В 2000 году Ивица Рачан возглавил коалиционное правительство из представителей Социал-демократической партии Хорватии и Хорватской социал-либеральной партии, а также ряда других, более мелких политических образований.
Главным достижением Ивицы Рачана во внутренней политики стало изменение конституции Хорватии, благодаря которым страна из смешанной республики с сильной президентской властью превратилась в парламентскую республику, в которой премьер-министр и правительство всецело зависят от расстановки сил в Саборе, и наделены реальными властными полномочиями.
Неавторитарный, компромиссный стиль правления Ивицы Рачана, а также его курс на сотрудничество с Международным трибуналом по бывшей Югославии спровоцировали неустойчивость правящей коалиции и многочисленные внутренние трения в правительстве, что привело к распаду коалиции, а позже и к тотальному поражению левоцентристов на выборах 2003 года.

## Последние годы жизни
После поражения на выборах Ивица Рачан продолжил активную политическую карьеру, однако с конца 2007 года ухудшавшееся состояние здоровья заставило его отойти от публичной жизни. 11 апреля 2007 года он ушёл в отставку с поста лидера Социал-демократической партии Хорватии, а через две недели скончался от последствий рака почки.
Ивица Рачан три раза был женат, и имел двух сыновей от первого брака.